# مدال زبابي ناسولو
مدال زبابي ناسولو (الاسم العلمي: Microgale nasoloi)، نوع من الثدييات المنتمية إلى فصيلة المداليات. متوطن في مدغشقر. موائله الطبيعية هي الغابات الجافة الاستوائية أو شبه الاستوائية والغابات الرطبة الاستوائية أو شبه الاستوائية. وهو مهدد بفقدان موائله.